# Nigel Hawthorne
Sir Nigel Barnard Hawthorne, CBE (født 5. april 1929 i Coventry, West Midlands, England, død 26. december 2001 i Hertfordshire, England) var en britisk skuespiller, opvokset i Sydafrika.
Hawthorne flyttede tilbage til England i 1950'erne og arbejdede længe indenfor teater. Han filmdebuterede i 1972, og havde en håndfuld film- og fjernsynsroller bag sig da han fik sit store gennembrud med rollen som den manipulerende bureaukrat Sir Humphrey Appleby i den satiriske fjernsynsserie Yes, Minister (Javel, hr. minister, 1980). Han spillede siden samme rolle i fortsættelsen Yes, Prime Minister (Javel, hr. statsminister, 1986), foruden mindre roller i film som Gandhi (1982) og Turtle Diary (1985). Hans største triumf i senere år var hovedrollen i Nicholas Hytners film The Madness of King George (Den gale kong George, 1994).
Han blev i 1987 optaget som kommandør i Order of the British Empire og i 1999 slået til ridder.

## Udvalgt filmografi

### Film
| År   | Titel                | Rolle                                   |
| ---- | -------------------- | --------------------------------------- |
| 1982 | Firefox              | Dr. Pyotr Baranovich                    |
| 1982 | Gandhi               | Mr. Kinnoch                             |
| 1985 | Skildpadde dagbog    | Forlæggeren                             |
| 1993 | Demolition Man       | Dr. Raymond Cocteau                     |
| 1994 | Den gale kong George | Kong Georg d. 3.                        |
| 1995 | Richard III          | Georg Plantagenet, hertugen af Clarence |
| 1997 | Amistad              | Martin Van Buren                        |
| 1998 | Manden i mit liv     | Rodney Fraser                           |
| 1998 | Madeline             | Lord Covington                          |

### Tv-serier
| År        | Titel                    | Rolle                |
| --------- | ------------------------ | -------------------- |
| 1980–1984 | Javel, hr. minister      | Sir Humphrey Appleby |
| 1985–1986 | Mapp & Lucia             | Georgie Pillson      |
| 1986–1988 | Javel, hr. statsminister | Sir Humphrey Appleby |
| 1996      | The Fragile Heart        | Dr. Edgar Pascoe     |
| 2001      | Victoria & Albert        | Lord William Lamb    |

### Tegne- og animationsfilm
| År   | Titel                      | Rolle                          |
| ---- | -------------------------- | ------------------------------ |
| 1985 | Taran og den magiske gryde | Fflewddur Fflam                |
| 1999 | Tarzan                     | Professor Archimedes Q. Porter |